# Arbetshuset, Örebro

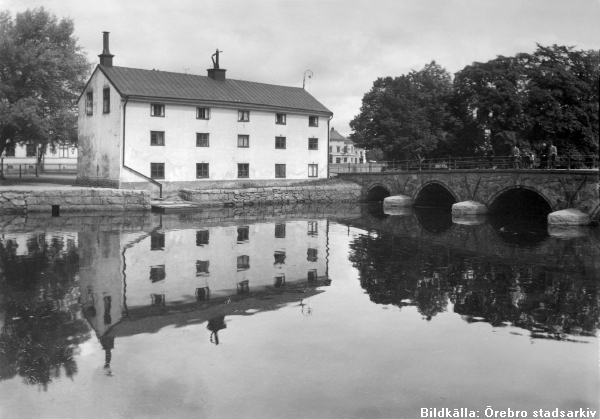
Arbetshuset i Örebro år 1910 med Kanslibron till höger.

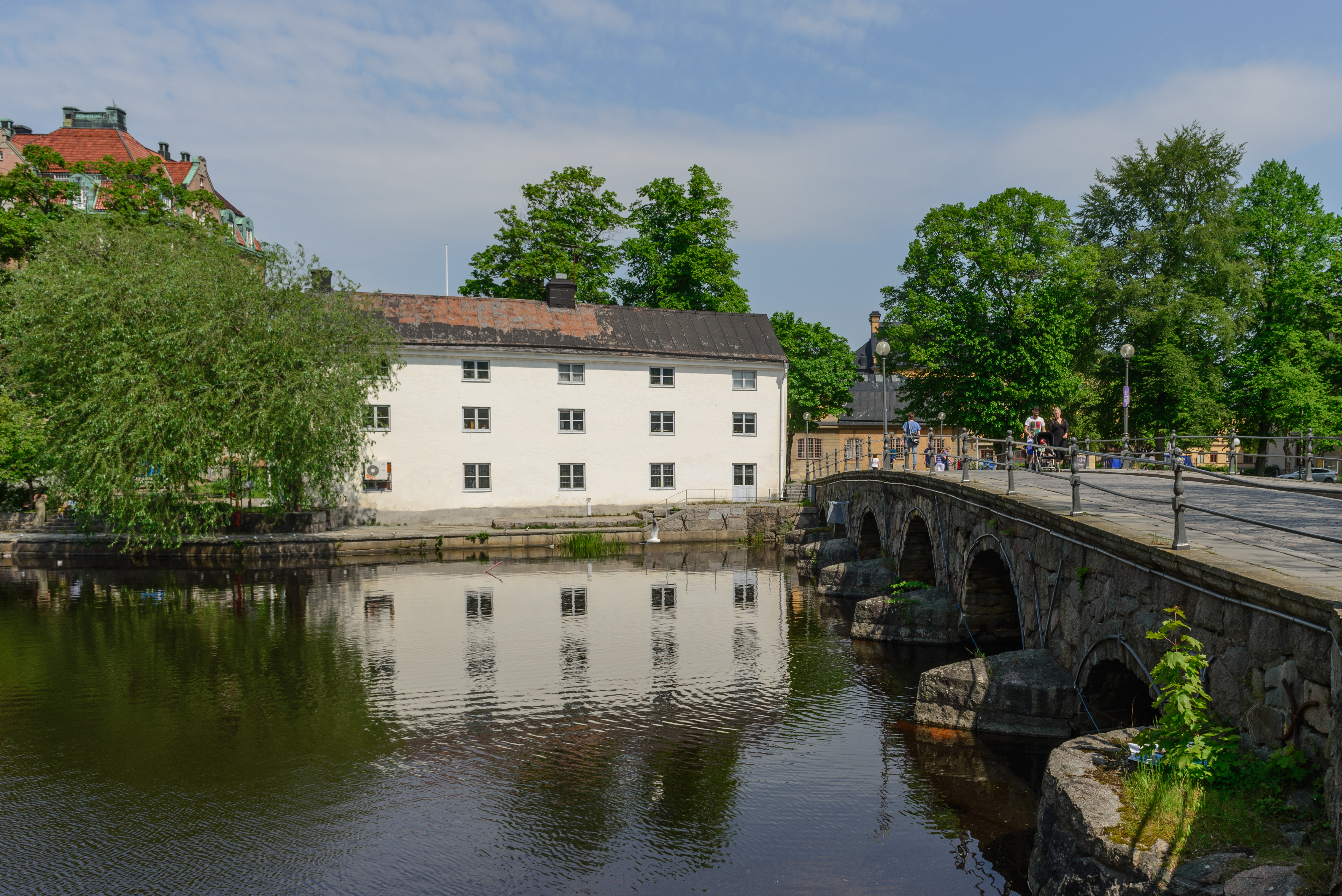
Arbetshuset i maj 2014.

Arbetshuset i Örebro är en av stadens äldsta byggnader. Adressen är Olaigatan 20. Byggnaden ligger vid Kanslibron mittemot Örebro slott. Det byggdes troligen på 1740-talet. Ursprunglig funktion är okänd. År 1777 anlades i byggnaden ett kronobränneri, och i början av 1800-talet benämndes huset kronomälthus. År 1804 ändrades funktionen igen. Det skänktes då till att bli arbets- och uppfostringsanrättning. I samband med detta renoverades huset, och det stod klart att användas i sin nya funktion år 1806. Som barnhem fungerade huset fram till slutet av 1930-talet, då verksamheten flyttade till annat håll.
Efter att barnverksamheten lämnat lokalerna, fanns planer på att riva huset. Huset kunde dock räddas undan rivning, och istället flyttade år 1943 Örebro läns slöjdförening in i huset. Denna verksamhet fanns kvar till 1982. Idag har bl.a. naturfotografen Jan-Peter Lahall galleri här.
Byggnadsminnesmärke sedan år 2000.

### Webbkällor
- Länsstyrelsen i Örebro län